# Hugo Walzer

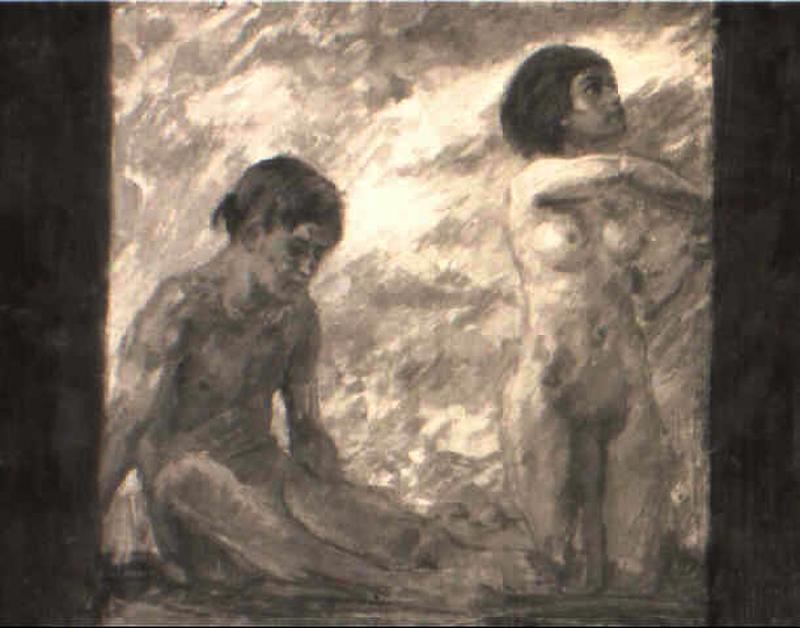
Morgen, 1914

Hugo Walzer (* 6. Februar 1884 in Blumenthal bei Insterburg; † 23. März 1927 in Königsberg) war ein deutscher Maler.
Walzer studierte in den Jahren 1904 und 1905 an der Kunstakademie Königsberg bei Ludwig Dettmann und Otto Heichert. Danach setzte er sein Studium in Berlin fort. 1913 gewann er den Großen Staatspreises der damaligen Königlichen Akademie der Künste zu Berlin. Das mit dem Staatspreis verbundene Stipendium ermöglichte Walzer, 1914 an die Villa Massimo nach Rom zu gehen. Auf der Großen Berliner Kunstausstellung war er mit dem in Italien geschaffenen Gemälde „Menschen“ vertreten.
Zwei Ölgemälde von Schlawe in Pommern, Auftragsarbeiten aus den 1920er Jahren, gehören zu den wenigen erhaltenen künstlerischen Ansichten der Stadt.